# Abbaye de Lulworth
L'abbaye de Lulworth est une ancienne abbaye trappiste. Elle est fondée en 1796 pour accueillir des moines chassés de France par la Révolution.
Elle se développe sous l'impulsion du père abbé Jean-Baptiste Desnoyers (de) et grâce au soutien de Thomas Weld (en), seigneur de château de Lulworth.
En 1817, la Restauration permet le retour en France des religieux en exil. Les moines de Lulworth quittent alors leur abbaye provisoire et se réinstallent à l'abbaye de Melleray près de Nantes.

## Histoire

### Accueil
En 1794, plusieurs groupes de religieux trappistes quittent la chartreuse de La Valsainte où ils s'étaient réfugiés. Le groupe conduit par Jean-Baptiste Desnoyers (de), un disciple d'Augustin de Lestrange, s'embarque pour Londres, où il est accueilli par des catholiques français et anglais. Un seigneur catholique anglais, Thomas Weld (en), bâtisseur du premier édifice catholique depuis la Réforme anglaise, accueille les moines dans une dépendance du château de Lulworth,,.

### Nouvel édifice

Le site de l'abbaye, en arrière et à gauche du cap fermant Lulworth Cove à l'arrière-plan.

Pendant que les moines demeurent à proximité du château, un nouvel édifice leur est construit à proximité immédiate de la mer, immédiatement à l'est de Lulworth Cove.
Les moines s'y installent le 9 mars 1796. Toutefois les bonnes relations entre les religieux et Thomas Weld se dégradent peu à peu, notamment du fait de Jean-Baptiste Desnoyers, dont le caractère heurte la sensibilité britannique. Cette hostilité est notamment provoquée par la presse locale qui n'apprécie pas la présence des religieux français, et notamment le fait que ces moines catholiques aient été autorisés à prier pour le roi anglican George III,,.

### Fin du séjour anglais
En 1817, la Restauration autorise le retour en France des religieux, et la communauté quitte alors Lulworth pour Melleray.

### Abbés
La brièveté de la présence trappiste à Lulworth fait que cette communauté ne connaît que trois abbés : Jean-Baptiste Desnoyers de mars 1796 à mai 1802, Bernard Benoist, ancien moine de Darfeld, à partir de mai 1802, enfin Antoine Saulnier de Beauregard, qui procède au rapatriement en France en 1817.

## Architecture
L'abbaye de Lulworth est située à proximité de l'ancienne abbaye de Bindon détruite trois siècles auparavant lors de la dissolution des monastères. Cette proximité explique le surnom de Petit Bindon donnée à Luworth.